# Бенескриптов, Евграф Афанасьевич
Евграф Афанасьевич Бенескриптов — священник, протоиерей Русской православной церкви, магистр богословия Санкт-Петербургской духовной академии.

## Биография
Евграф Бенескриптов родился в 1810 году; уроженец Тульской губернии, сын священника. 
В 1835 году он окончил курс Санкт-Петербургской духовной академии, со степенью магистра, и оставлен при академии бакалавром немецкого языка
24 августа 1842 года с класса немецкого языка перемещён в богословский и преподавал обличительное богословие. 1 мая 1849 года рукоположён во священника к Скорбященской церкви, в Петербурге, причём обязался платить семейству своего предместника, протоиерея Смирнова, 300 рублей ежегодного пособия. Был награждён: в 1851 году набедренником, в 1852 году — скуфьёю и в 1857 году — камилавкою.
Наиболее известные сочинения Е. А. Бенескриптова: «Грамматический курс немецкого языка», 2 части изд. 1847 и 1850 гг.; «Об источниках христианской религии», 1845 г.; «О молитве Господней», 1847 год; «Сказание о Святой чудотворной иконе Пресвятыя Богородицы всех скорбящих Радости», 1859 г.; «О западных вероисповеданиях и сектах протестантских», 2 выпуска, 1861 год. Бенескриптов был хорошо знаком с историей церкви по творениям святых отцов, в переводе которых, особенно «Бесед Златоуста», в 1840-х годах он принимал заметное участие. 
Евграф Афанасьевич Бенескриптов скончался 26 марта 1863 года.

## Семья
Супруга- Александра Ивановна Бенескриптова(Павловская), в семье было 15 детей. Одна из дочерей, Варвара, была замужем за Александром Алексеевичем Самосотским.